# 英皇制誥 (香港)
《英皇制誥》（英語：Hong Kong Letters Patent；1843年－1997年），通稱「香港憲章」，是英屬香港的重要憲制性法律文件，為皇室制誥的一種。

## 概況
1843年4月5日，為了給予英國政府對香港政府的統治提供指引，英女皇維多利亞以君主特權立法的形式頒發《英皇制誥》及《皇室訓令》，並於同年6月26日在香港總督府公佈，根據前者，香港成為英國皇家殖民地；香港殖民地政府和定例局則根據後者成立。其後經過數次重修，最後的版本頒佈於1991年，內容主要確立香港總督的職權、授權設立行政局與定例局（其後改稱立法局），以及各官員的職責等等。於香港主權移交中華人民共和國後，地位由《香港特別行政區基本法》取代。
英皇制誥對香港總督的權力，及對行政、立法及司法機關都有非常嚴格的限制，例如按察司的任命或者罷免都必須通過非常嚴格的程序，以維護法官於執行公義的個過程中不會因為行政機關施加壓力而不能夠保持獨立及客觀，以及保持公眾對法院的信心。
英皇制誥亦為立法機關提供了權力來源的確立，授權港督經諮詢立法局後制定香港法律和法例的全權。立法局制定的法律不能超越制誥所授予的權限或與制誥有所牴觸，否則一律會被法院宣布無效:81。

## 另見
- 皇室訓令
- 香港基本法

## 延伸閱讀
- 维基文库中的相關文獻：翻譯:英皇制誥 (1917年)
- 區志堅; 彭淑敏; 蔡思行. . 中華書局 (香港). 2011年5月1日: 55–60  [2014-08-04]. ISBN 978-962-8931-08-8. （原始内容存档于2015-03-19）.

| 先前文件： 《大清律》 | 香港宪制性文件 《英皇制诰》 《皇室训令》 1843年4月5日－1997年6月30日 | 后继文件： 《中华人民共和国宪法》 《中華人民共和國香港特別行政區基本法》 |